# Eleanor Rosch
Eleanor Rosch (ur. 1938) – amerykańska psycholog, specjalizująca się w psychologii poznawczej. Prowadziła badania nad pojęciami naturalnymi. Jej prace miały wpływ nie tylko na współczesną psychologię, ale również na językoznawstwo i filozofię. 
W jednym z eksperymentów wykazała, że ludzie wykazują tendencję do zapamiętywania najbardziej typowych egzemplarzy określonego pojęcia. Dzieje się tak nawet wtedy, gdy w danym przypadku mają oni do czynienia akurat z egzemplarzem nietypowym. Jej badania dostarczyły argumentów potwierdzających koncepcję skryptów poznawczych rozwijaną przez Rogera Schanka i Roberta Abelsona. 
Wyniki badań prowadzonych przez Eleanor Rosch stanowiły bezpośredni impuls do krytyki klasycznej teorii kategoryzacji (nazywanej też Arystotelowską teorią kategoryzacji).